# 다이치 마오
다이치 마오(大地真央, 1956년 2월 5일 ~ )는 일본의 배우, 일본의 성우이다. 본명은 모리타 마유미(森田 真裕美)이며 혼전 성씨는 다다(多田)이다. 애칭은 마오(真央), 마미(マミ).

## 방송
- 누케마이루~여자셋 이세참배
- 목숨을 팝니다
- 코시지 후부키 이야기
- 닥터 X 시즌5
- 그리고 아무도 없었다